# Ucieczka z Fortu Bravo
Ucieczka z Fortu Bravo (org. Escape from Fort Bravo) – amerykański western z 1953 roku w reż. Johna Sturgesa.

## Opis fabuły
Stany Zjednoczone roku 1863, trwa wojna secesyjna. W forcie Bravo znajduje się obóz jeniecki dla konfederatów. Ucieczka z niego, ze względu na położenie na prerii i oddalenie od terytoriów Południa jest w praktyce nie możliwa. Dodatkowym utrudnieniem są Indianie Mescalero, którzy właśnie weszli na wojenną ścieżkę. Pewnego dnia zjawia się w forcie piękna Carla – przyjaciółka córki komendanta. Nikt nie wie, że wśród jeńców jest jej ukochany, któremu (oraz kilku jego towarzyszom), kobieta pomaga w przygotowaniu ucieczki. Jednocześnie Carla wpada w oko kapitanowi Unii Roperowi i dla zmylenia czujności pozwala mu na zaloty. Pewnej nocy, podczas wesela jednego z oficerów garnizonu, grupa jeńców wraz z Carlą ucieka z fortu. Dzięki zawziętości bystrego kpt. Ropera i dobrym indiańskim tropicielom, szybko jednak zostają schwytani. W drodze powrotnej oddział zostaje zaatakowany przez dużą grupę Mescaleros. Osaczeni konfederaci i unioniści zaczynają walczyć ramię w ramię przeciwko wspólnemu wrogowi. Pomimo że są świetnymi żołnierzami, po wielogodzinnej walce, ponosząc starty, zaczynają w końcu ulegać posiadającemu przewagę wrogowi. W ostatnim momencie, gdy kpt. Roper – jedyny zdolny do walki, rusza samotnie na Indian, nadciąga odsiecz z fortu sprowadzona przez jednego z konfederackich uciekinierów.

## Obsada aktorska
- William Holden – kpt. Roper
- Richard Anderson – por. Beecher
- Eleanor Parker – Carla
- John Forsythe – kpt. Marsh
- Polly Bergen – Alice
- William Campbell – Cabot Young
- Fred Graham – Jones
- John Lupton – Bailey
- Carl Benton Reid – płk. Owens (komendant fortu)
- Forrest Lewis – dr Miller
- Michael Dugan – Sims
- Frank Matts – indiański tropiciel
- William Demarest – Campbell
- Alex Montoya – sierż. Chavez
- Glenn Strange – sierż. Compton

i inni.